# Thank You Very Much
Thank You Very Much ist ein Lied der schwedischen Songwriter Thomas Karlsson und Joakim Buddee aus dem Jahr 2013, das von der polnischen Sängerin Margaret interpretiert wurde.

## Geschichte
Thank You Very Much wurde von Ant Whiting produziert. Mit dem Popsong repräsentierte Margaret Polen auf dem Baltic Song Contest. 

## Musikvideo
Das Musikvideo zu Thank You Very Much wurde in Los Angeles gedreht. Regie führte Chris Piliero. YouTube sperrte zunächst das Video zur Single Thank You Very Much, weil in dem Video nackten Körper zu sehen waren, was dazu führte, dass der Song in verschiedenen Rundfunkanstalten gesperrt wurde. Margaret sagte zum Video:

„Der Verrücktheitsgrad war ziemlich hoch. Aber abgesehen davon, dass es ein lustiges Video mit vielen nackten Menschen ist, dachte ich, dass es cool ist, in einem Raum voller Leute zu sein, die so im Reinen mit ihrer Figur sind, dass sie, egal wie sie aussehen, einfach nackt voreinander stehen können, als ob das die normalste Sache der Welt wäre.“

## Chartplatzierungen
| ChartsChartplatzierungen | Höchstplatzierung | Wochen |
| ------------------------ | ----------------- | ------ |
| Deutschland (GfK)        | 41 (9 Wo.)        | 9      |
| Österreich (Ö3)          | 38 (4 Wo.)        | 4      |